# Spadella ledoyeri
Spadella ledoyeri är en djurart som tillhör fylumet pilmaskar, och som beskrevs av Casanova 1986. Spadella ledoyeri ingår i släktet Spadella och familjen Spadellidae. Inga underarter finns listade i Catalogue of Life.